# Gatuzières
Gatuzières település Franciaországban, Lozère megyében. Lakosainak száma 52 fő (2022. január 1.). Gatuzières Hures-la-Parade, Vebron, Fraissinet-de-Fourques, Rousses, Bassurels és Meyrueis községekkel határos.

## Népesség
A település népességének változása:
| Lakosok száma | 65   | 44   | 42   | 46   | 57   | 61   | 56   | 53   | 52   | 52   |
|               | 1968 | 1982 | 1990 | 2006 | 2013 | 2015 | 2017 | 2019 | 2020 | 2022 |